# A39 (Groot-Brittannië)
De A39 is een weg in het Verenigd Koninkrijk die Bath met Falmouth in Cornwall verbindt.
Het deel vanaf de M5 in Somerset tot aan de A30 in Cornwall wordt Atlantic Highway (Atlantische Hoofdweg) genoemd. Dit deel van de weg loopt langs de Atlantische kust.

## Hoofdbestemmingen
De volgende hoofdbestemmingen (primary destinations) liggen aan de A39:
- Bath
- Glastonbury
- Bridgwater
- Bideford
- Barnstaple
- Bude
- Wadebridge
- Truro